# Ardisia vatteri
Ardisia vatteri är en viveväxtart som beskrevs av Paul Carpenter Standley och Steyerm. Ardisia vatteri ingår i släktet Ardisia och familjen viveväxter. Inga underarter finns listade i Catalogue of Life.